# 二階堂行元
二階堂 行元（にかいどう ゆきもと、? - 明徳3年/元中9年4月26日（1392年5月18日））は、南北朝時代の武士。二階堂貞衡の子で叔父の高貞（行広）の養子となる。子に二階堂忠広（元栄）。法号は行照。なお、系図によっては「行光」とするものもあるが、崩し字の誤読による誤伝とみられる。

## 経歴
系図的には叔父の行広の後継者であるが、政治的な立場としては実兄の二階堂高衡（行直）の地位を継承した。高衡（行直）には嫡男の氏貞がいるが畠山国清の失脚後に代わりに鎌倉府政所執事になっている。観応元年（1350年）に検非違使に任じられたが、観応の擾乱では一族とともに足利直義を支持して北国に下向した。
直義の没落後、遅くても文和3年（1354年）までに許されて京都の室町幕府に再出仕し、足利義詮の信任を得て貞治2年（1363年）には中務少輔に任じられている。足利義詮の死後に出家するが、足利義満の時代にも重用されて応安年間以前に幕府の政所執事に任じられ（『花営三代記』応安5年11月22日条）、評定衆にも任じられた。
だが、康暦年間に伊勢貞継に政所執事の地位を奪われている。その後、地方奉行を少なくても明徳2年（1391年）まで務めている。室町時代の二階堂氏は観応の擾乱以降、その多くが鎌倉府に仕えたが、行元の系統のみは京都の幕府に仕えて代々評定衆の地位を継いだ。